# Взаємодія Фермі
У фізиці елементарних частинок, взаємодія Фермі або ж теорія Фермі (бета-розпаду або ж взаємодії ферміонів) — це теорія, яку висунув італійський фізик Енріко Фермі в 1933 році для пояснення бета-розпаду. Теорія постулює, що 4 ферміони безпосередньо взаємодіють одне з одним в одній вершині (точці). Ця теорія є низькоенергетичним наближення сучасної теорії слабкої взаємодії. Крім пояснення бета-розпаду, теорія правильно передбачає час життя та розпад мюона.

## Деталі
Бета-розпад нейтрона пояснювався як розпад на електрон, протон та нейтрино безпосередньою взаємодією. Згідно з сучасними уявленнями ця реакція протікає за посередництвом віртуального W-бозона. Фермі також пропонував пояснити ядерні сили як взаємодію що проходила з допомогою обміну електроном і нейтрино між протонами та нейтронами в ядрах. Однак ці частинки занадто легкі для цього — радіус такої взаємодії виходив надто великий (або ж сама взаємодія надто слабка відповідно). Згодом, стало зрозуміло що нуклони насправді обмінюються пі-мезонами.
Теорія Фермі не працює також для високих енергій. Так, обчислений переріз реакції росте квадратично з ростом енергії взаємодії {\displaystyle \sigma \approx G_{\rm {F}}^{2}E^{2}} (проблема ультрафіолетових розбіжностей). Для енергії більше 100 ГеВ (коли енергій частинок стають порівнювані з масою W-бозона) вона дає неправдиві значення перерізів.

## Стала Фермі
Сила взаємодії Фермі задається сталою зв'язку Фермі he strength GF. Найточніше її можна виміряти по часу життя мюона (тобто, по рівню його розпаду), який обернено-пропорційний до квадрату GF (якщо знехтувати відношення маси мюона до маси W бозона). В сучасних термінах:
{\displaystyle {\frac {G_{\rm {F}}}{(\hbar c)^{3}}}={\frac {\sqrt {2}}{8}}{\frac {g^{2}}{m_{\rm {W}}^{2}}}=1.16637(1)\times 10^{-5}\;{\textrm {GeV}}^{-2}\ .}
Тут g це стала зв'язку слабкої взаємодії, а mW — це маса W бозона, який є посередником реакцій.
В Стандартній моделі константа Фермі пов'язана з механізмом Хіґґса {\displaystyle v=({\sqrt {2}}G_{\rm {F}})^{-1/2}\simeq 246.22\;{\textrm {GeV}}}